# Haszán Kábszí
Haszán Kábszí (arabul: حسان القابسي; Tunisz, 1974. február 23. –) tunéziai válogatott labdarúgó.

## Pályafutása

### Klubcsapatban
1994 és 2001 között az Espérance de Tunis csapatában játszott, melynek tagjaként megnyerte a CAF-bajnokok ligáját (1994), a CAF-kupát (1997), a CAF-szuperkupát (1995) és a Kupagyőztesek Afrika-kupáját (1998). 2001 és 2003 között Olaszországban a Genoa játékosa volt. 2004-ben az Espérance de Tunis csapatában fejezte be az aktív játékot. Ötszörös tunéziai bajnok.

### A válogatottban
1997 és 2002 között 53 alkalommal szerepelt a tunéziai válogatottban és 12 gólt szerzett. Részt vett az 1996. évi nyári olimpiai játékokon az 1998-as, a 2000-es és a 2002-es afrikai nemzetek kupáján, valamint a 2002-es világbajnokságon.

## Sikerei, díjai
Espérance de Tunis
- Tunéziai bajnok (5): 1997–98, 1998–99, 1999–2000, 2000–01, 2003–04
- CAF-bajnokok ligája győztes (1): 1994
- CAF-kupa győztes (1): 1997
- CAF-szuperkupa győztes (1): 1995
- Kupagyőztesek Afrika-kupája győztes (1): 1998
- Afro-ázsiai klubok kupája győztes (1): 1995

## Külső hivatkozások
- Haszán Kábszí adatlapja a National-Football-Teams.com oldalon (angolul)

- Haszán Kábszí (angol nyelven). FootballDatabase.eu
- Haszán Kábszí (német nyelven). kicker.de
- Haszán Kábszí adatlapja a worldfootball.net oldalon (angolul)
- Haszán Kábszí profilja az Olympedia oldalán (angolul)